# María de los Dolores của Hai Sicilie
María de los Dolores của Hai Sicilie (15 tháng 11 năm 1909 – 11 tháng 5 năm 1996) là con gái của Carlo của Hai Sicilie và Louise của Orléans, vợ của Thân vương Augustyn Józef Czartoryski. María de los Dolores cũng là bác gái bên ngoại của Juan Carlos I của Tây Ban Nha, con trai của em gái María de las Mercedes của Hai Sicilie.